# Upplands Väsby

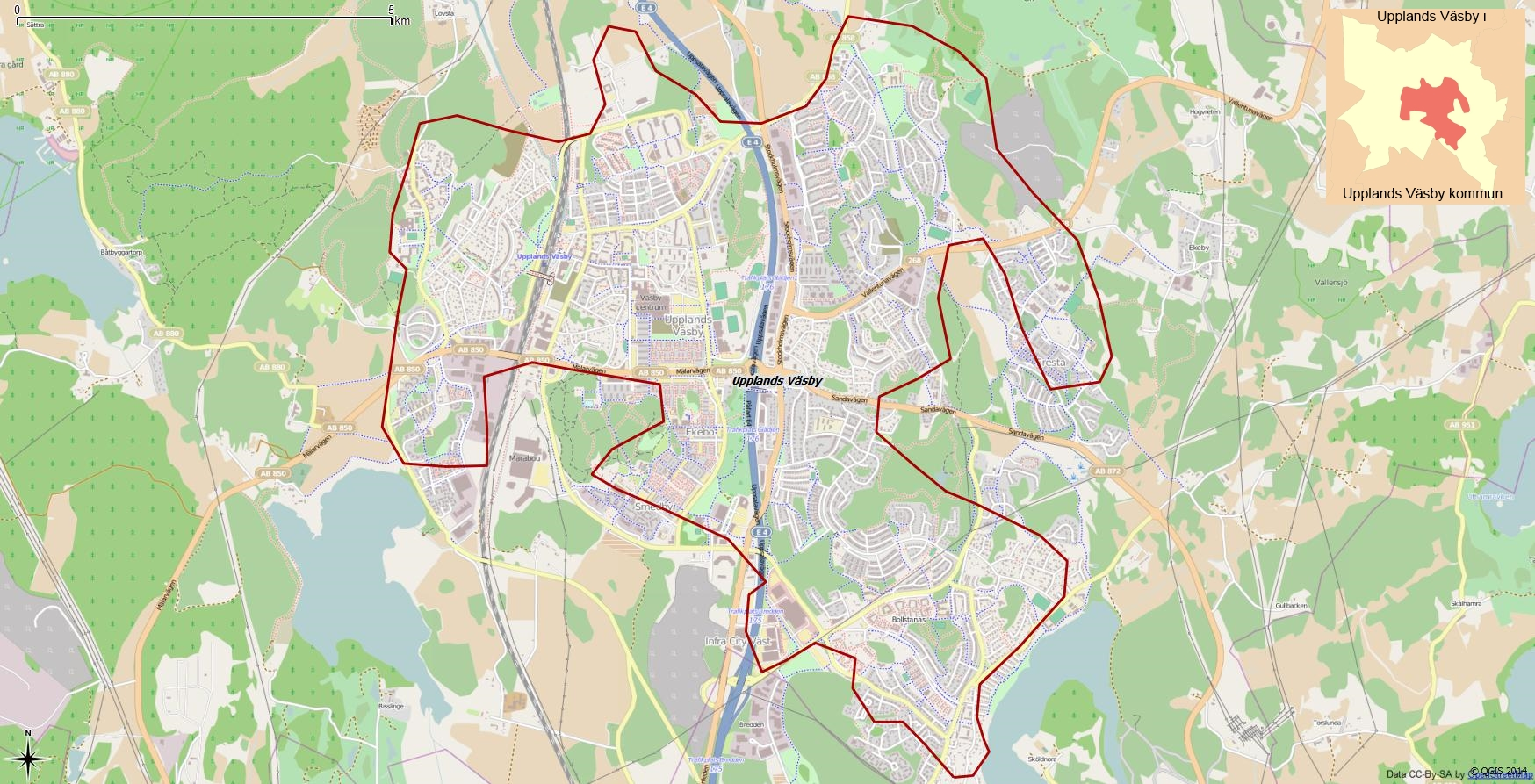
Tätorten 1990.

Upplands Väsby (uttal (fil)) är en del av tätorten Upplands Väsby och Sollentuna, samt centralort i Upplands Väsby kommun i Stockholms län. Europaväg 4 och Ostkustbanan går genom orten. 
Avståndet till centrala Stockholm är 25 kilometer och till Uppsala 45 kilometer.

## Etymologi
Ursprunget till namnet Väsby är slottet Stora Väsby som ägs av den adliga släkten De Geer. När järnvägen drogs mellan Stockholm och Uppsala var Stora Väsbys ägor nödvändiga att korsas. Stationen som öppnades 1866 fick namnet Väsby. 
När kommunen bildades 1952 togs namnet från tätorten Upplands Väsby.  Detta namn hade skapats av Postverket 1919, då poststationens namn ändrades från Väsby till Upplandsväsby (sammanskrivet).  Järnvägsstationen ändrades från Väsby till Upplands Väsby (särskrivet) 1939, varvid posten också justerade stavningen.

## Historia
Upplands Väsby har spår av bebyggelse redan från förkristen tid på ett flertal ställen. De första spåren av mänsklig odling har påträffats vid utgrävningar av Hammarbyåsen, cirka 400 meter söder om nuvarande Glädjens trafikplats, där man vid utgrävningen av Ekebo gravfält hittade en bronsyxa från tiden omkring 600-700 år före Kristi födelse. Upplands Väsby låg då vid havet och befolkningen levde av fiske, säl- och sjöfågeljakt. Flera fynd av utländska mynt vittnar om den omfattande handeln med främmande länder. Man har bland annat funnit arabiska mynt på Stora Väsby slotts ägor.
Gravhögar finns bland annat i Runby, vilken kallas "Zamores kulle" efter pukslagaren Antoine Zamore, en nordafrikan som kom till Sverige i slutet av 1700-talet och som bodde på Runby Nedre gård, nuvarande hembygdsgården. Det största gravfältet är Stora Väsby slotts ättebacke med cirka 200 vackert formade gravkullar.
I början av 1900-talet var Upplands Väsby ett litet stationssamhälle. Järnvägen mellan Stockholm och Uppsala byggdes 1863–1866; stationshuset i Väsby stod färdigt 1865. Runt stationen växte sedan ett samhälle upp. Anton Tamm hade köpt upp all mark som det nuvarande samhället är uppfört på. 1903 etablerade Tamm, som vid den tiden var verkställande direktör i Optimus, den första stora industrin, Väsby Werkstäder. Företaget tillverkade mässingsrör och kopparrör, bland annat till Optimus produkter. Väsby Werkstäder köptes 1917 av Finspongs Metallverk AB. Under årens lopp bytte företaget namn många gånger, men kom i folkmun hela tiden att kallas "Messingen". De blev senare Svenska Metallverken och Gränges-Weda med pressgjutning och plasttillverkning.

### Befolkningsutveckling
| Befolkningsutvecklingen i Upplands Väsby 1950–2010 | Befolkningsutvecklingen i Upplands Väsby 1950–2010 | Befolkningsutvecklingen i Upplands Väsby 1950–2010 | Befolkningsutvecklingen i Upplands Väsby 1950–2010 | Befolkningsutvecklingen i Upplands Väsby 1950–2010 |
| --- | -------------------------------------------------- | -------------------------------------------------- | -------------------------------------------------- | -------------------------------------------------- |
| |                                                    |                                                    |                                                    |                                                    |
| År |                                                    |                                                    | Folkmängd                                          | Areal (ha)                                         |
| 1950 | 1950                                               |                                                    | 2 495                                              |                                                    |
| 1960 | 1960                                               |                                                    | 5 030                                              | 205                                                |
| 1965 | 1965                                               |                                                    | 8 647                                              | 234                                                |
| 1970 | 1970                                               |                                                    | 17 140                                             |                                                    |
| 1975 | 1975                                               |                                                    | 25 840                                             |                                                    |
| 1980 | 1980                                               |                                                    | 28 685                                             |                                                    |
| 1990 | 1990                                               |                                                    | 34 563                                             | 1 330                                              |
| 1995 | 1995                                               |                                                    | 34 886                                             | 1 344                                              |
| 2000 | 2000                                               |                                                    | 35 924                                             | 1 396                                              |
| 2005 | 2005                                               |                                                    | 35 977                                             | 1 402                                              |
| 2010 | 2010                                               |                                                    | 37 594                                             | 1 417                                              |
| Anm.: Sammanvuxen med Odenslunda 1970, sammanvuxen med Bollstanäs 1975, sammanvuxen med Frestaby 1990, ingår sedan 2015 i Sollentuna och Upplands Väsby |                                                    |                                                    |                                                    |                                                    |

## Bebyggelse
Delar av den industri som fanns i området nära järnvägsstationen kan i dag skönjas söder om kvarteret Messingen där Optimus etablerade sig 1908. I de före detta industrilokalerna drivs nu ny verksamhet, bland annat Väsby konsthall. Den ursprungliga bebyggelsen har rivits för att ge plats åt nya bostäder samt en ny gymnasieskola, Väsby Nya Gymnasium, som stod klar inför skolstarten i augusti 2011. Följer man Centralvägen österut från stationen når man efter några hundra meter bland annat Kulturhuset Vega, Väsbyskolan och efter ytterligare en kort sträcka Väsby centrum med bland annat shoppinggalleria, vårdcentral och kommunhus. Sedan 1976 har Marabou, det svenska chokladvarumärket som ägs av amerikanska Mondelez International, sin fabrik vid Smedbyvägen i Upplands Väsby.

### Väsby centrum

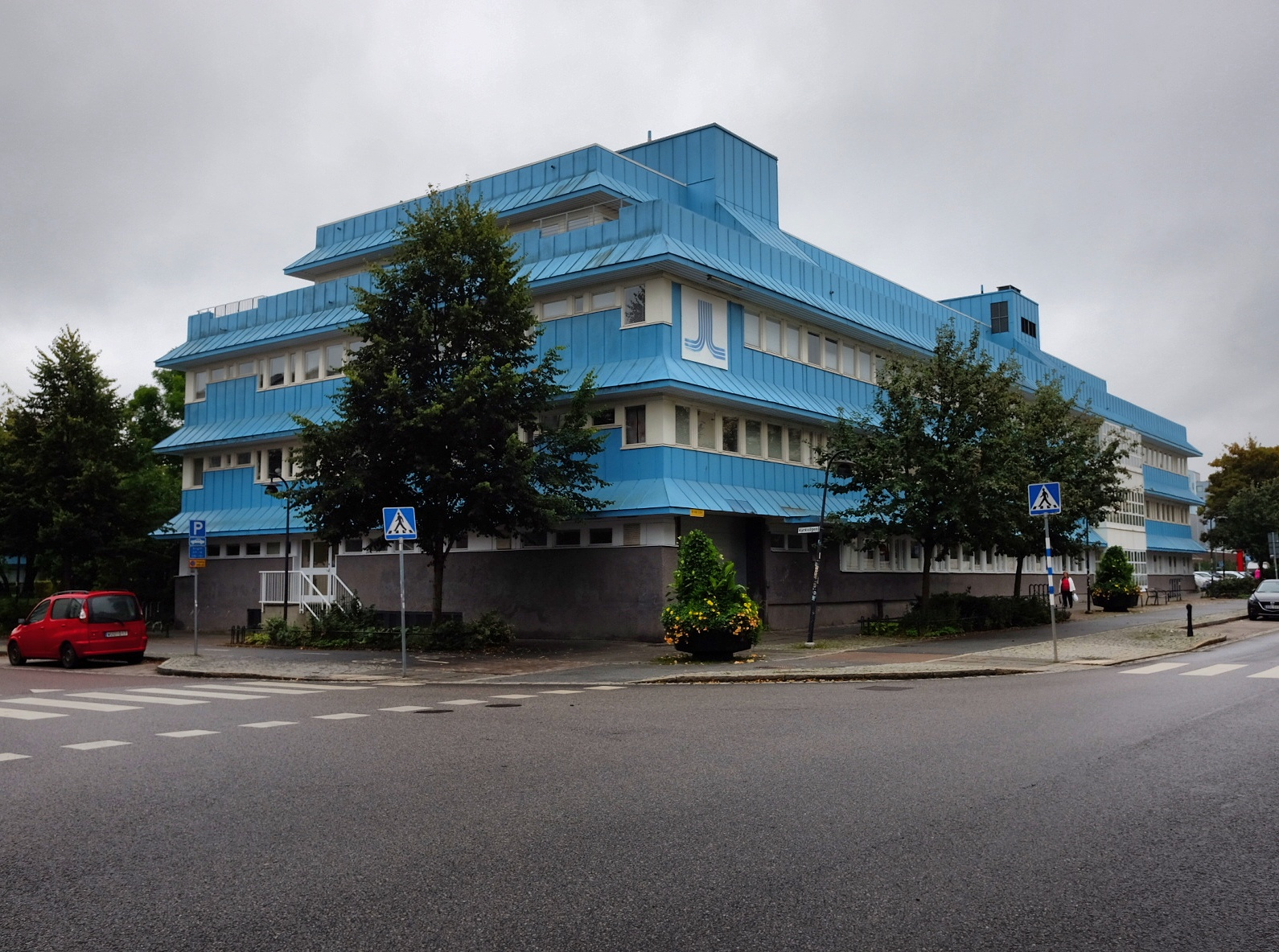
Vårdcentral vid Väsby centrum.

Väsby centrum öppnades den 19 mars 1972. Området bestod dessförinnan av åkermark vid Smedbyskogens nordöstra del. Ett flertal till- och ombyggnader har gjorts under åren och de senaste åren har omfattande förändringar genomförts. Centrumgallerian innehåller en mängd olika butiker med ett brett utbud av kläder, elektronik, skönhetsvård, hälsokost, böcker, sybutik, blommor, smycken och mataffärer samt restauranger. Centrumanläggningen ägdes av Väsbyhem, som 2001 sålde anläggningen till Doughty Hanson & Co European Real Estate. Från december 2004 till juni 2011 drevs centrumanläggningen av det fransk-nederländska fastighetsbolaget Unibail-Rodamco. Därefter såldes det till det brittiska familjeföretaget Grosvenor i en affär där även andra anläggningar ingick.

### Bostadsområden

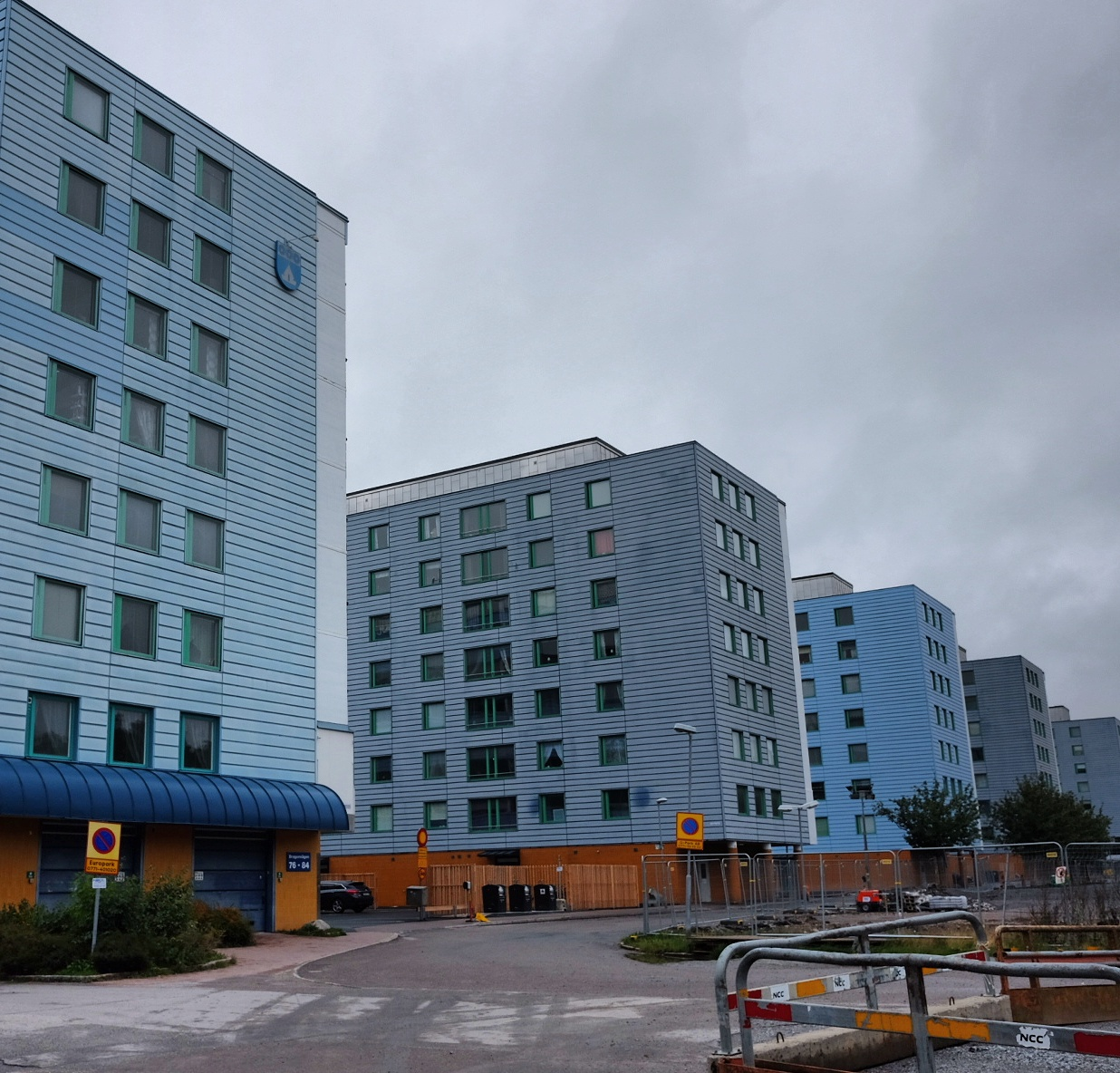
Dragonvägen vid Väsby centrum.

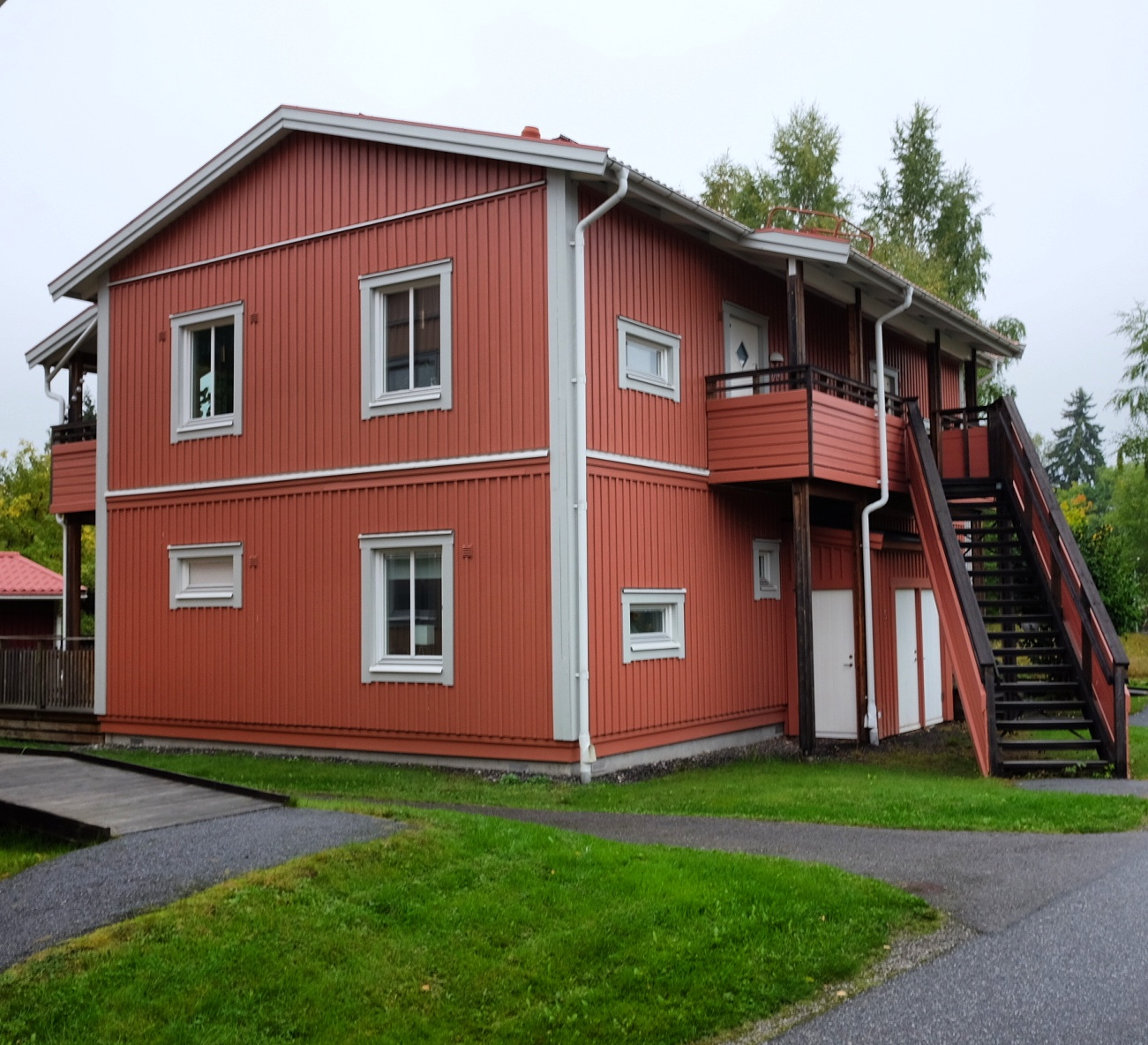
Tolanvägen, Odenslunda.

- Smedby/Ekebo, med Vikingagården Gunnes gård (se även Upplands runinskrifter 280 samt Upplands runinskrifter 281). Smedby/Ekebo första del började byggas 1974 och den tredje och sista delen färdigställdes i mitten av 1980-talet. Det allmännyttiga bostadsbolaget Väsbyhem byggde och ägde hela området fram till slutet av 2007, då Smedby 1 (drygt 700 lägenheter) såldes till Stena Fastigheter.
- Carlslund ligger öster om Europaväg 4. Den ursprungliga bebyggelsen bestod främst av personalbostäder (ritade av Anders Tengbom) uppförda i mitten av 1950-talet. Här har tidigare funnits såväl vårdhem som flyktingförläggning. Inför Bomässan 1985 skedde en stor om- och nybyggnation i området.
- Brunnby Park ligger i östra delen av Carlslund, omkring en kilometer öster om centrum, 500 meter från Europaväg 4. Under 2009 och framåt kommer närmare 150 villor och radhus byggas i området.
- Gamla Väsby eller Centrala Väsby, med stationsområde och centrumanläggning. Här låg även Optimusverkens fabrikskvarter "Messingen", som nu har rivits.
- Runby/Runby backar, kommunens nordvästligaste delar med ett populärt friluftsområde, samt Eds kyrka.
- Apoteksskogen, eller i dagligt tal Sigma, efter ett områdescentrum. Byggt väster om Hammarby apotek.
- Väsbyskogen, brukar även räknas till Sigma.
- Sundsborg, brukar även räknas till Odenslunda.
- Grimstaby byggdes som en motreaktion på miljonprogrammet under 1970-talet. Radhusområdet utformades som en gammaldags liten stad med huvudgata, torg och diverse små affärslokaler, däribland kiosk, frisör och restaurang. Området, som rymmer såväl skolor som förskolor, byggdes ursprungligen som hyresrätter men ombildades under slutet av 2000-talet till bostadsrätter.[14]
- Prästgårdsmarken, tätortens sydvästligaste delar. Består nästan helt och hållet av flerbostadshus byggda under 1980-talet.
- Bollstanäs, de sydligaste/sydostligaste delarna. Bebyggelsen består av villor och gränsar mot Sollentuna kommun.
- Bredden
- Fresta
- Odenslunda
- Brunnby/Brunnby vik ligger omkring två kilometer öster om centrum och består mestadels av radhus, villor och små företag.
- Sjukyrkoberget
- Skälby
- Sanda Ängar

## Kommunikationer

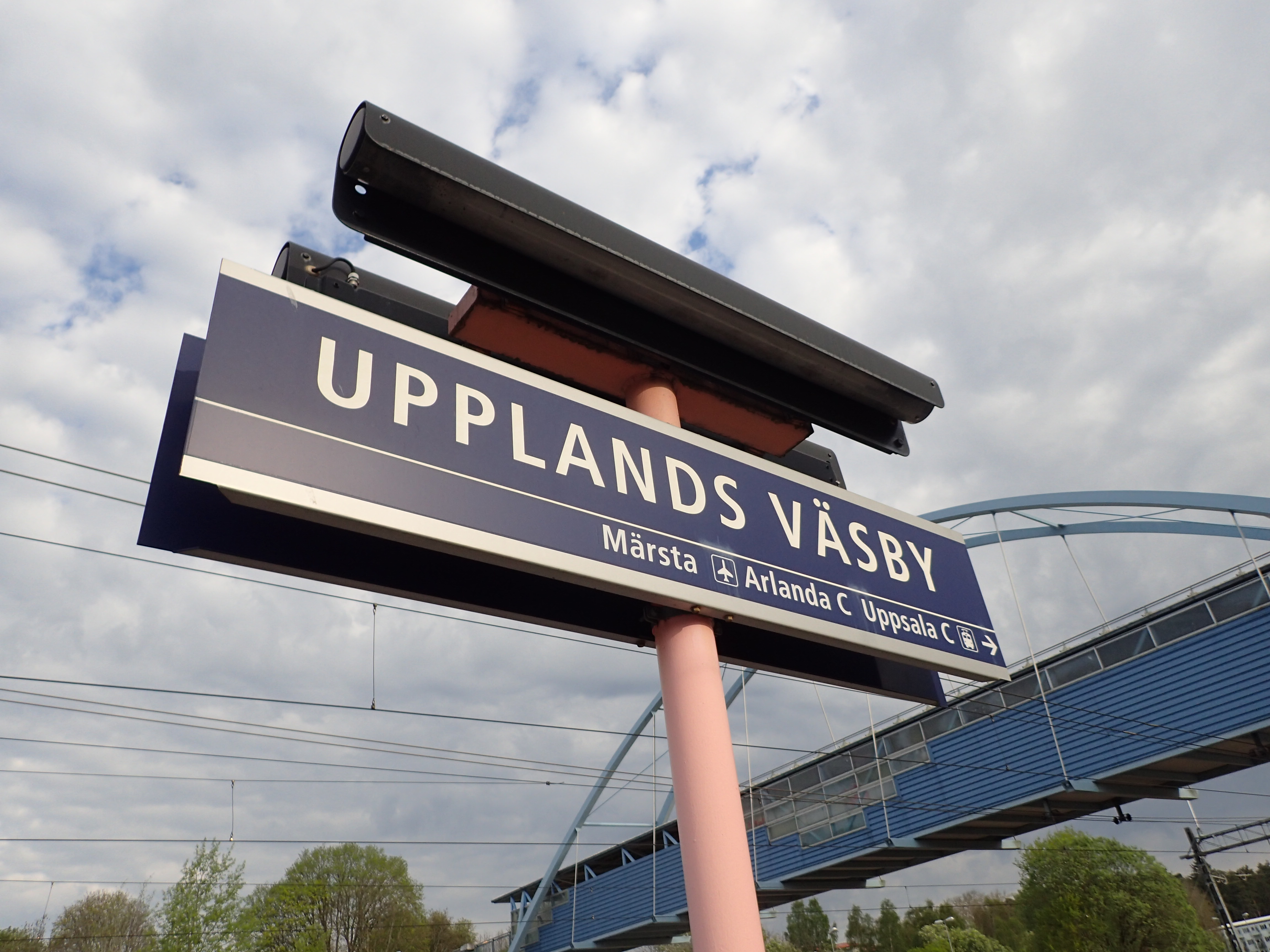
Upplands Väsby

- SL pendeltåg, Uppsala–Arlanda–Stockholm City och Märsta–Stockholm City-Södertälje/Nynäshamn (ändstation söder om Stockholm City varierar beroende på linje)
- Busslinjer, som främst avgår från busstorget vid Upplands Väsby station
- Tidigare gick Upptåget Upplands Väsby–Arlanda–Uppsala–Tierp(–Gävle). Trafiken startade i augusti 2006, sista tåget gick den 9 december 2012 och ersattes av SL pendeltåg.

### Busslinjer inom kommunen
Samtliga lokala busslinjer i Upplands Väsby trafikeras av entreprenören Transdev som i sin tur kör sina bussar för SL. Nattbussar trafikeras av Keolis.

## Skolor
Det finns drygt 3 000 elever fördelade på fjorton grundskolor och en gymnasieskola. Hälften av grundskolorna är kommunala.
- Bollstanässkolan, årskurs F–5, cirka 500 elever.
- Breddenskolan, årskurs F–5.
- Väsby skola, årskurs F–9,
- Frestaskolan, årskurs F–5, friskola från och med höstterminen 2008.
- Grimstaskolan, årskurs 6–9, cirka 450 elever. Skolan har en fotbollsinriktning. På skolan finns dessutom en kommungemensam grupp för elever med autismspektrumstörningar där årskurs 4–9 samlas.
- Thorén framtid Sandbergska, årskurs F-9.
- Odenslunda skola, förskoleklass, årskurs F–5, friskola från och med höstterminen 2008, 200 elever.
- Runby skola, årskurs F–9, omkring 1000 elever.
- Södervikskolan, årskurs 6–9, friskola från och med höstterminen 2008, 390 elever.
- Sverige-finska skolan, årskurs F-9, friskola, cirka 150 elever. Där denna skola ligger idag (Ryttargatan 275) låg den kommunala skolan Smedbyskolan mellan 1983 och 2015, årskurs F-9. Vid den närliggande parkeringens norra del låg Smedjan, som i många år var del av Smedbyskolan fast för de yngre årskurserna (sexårs, ettan och tvåan). Sverige-finska skolan, i sin tur, låg där förskolan Skogsbrynet finns idag.[15]
- Engelska skolan, F-9, friskola, cirka 150 elever.
- Vikskolan, förskoleklass, årskurs 1–5, friskola från och med höstterminen 2008. En ny skola, nämnd Viraskolan, är under byggnation och planeras ersätta Vikskolan innan eller under 2025. Vikskolan kommer därmed demoleras. [16]
- Vittra i Väsby, förskola och årskurs F–9, friskola i Vittra, fler än 300 elever.

### Gymnasieskolor
- Väsby Nya Gymnasium. Skolan startade i augusti 2011 och kommunens tidigare gymnasieskola, Vilunda gymnasium, lades ned.
- Energigymnasiet
- Väsby Yrkesgymnasiet

## Personer från orten
Från Upplands Väsby kommer många kända musikartister; medlemmarna i Europe, Therion, H.E.A.T och Candlemass har bott där, liksom Tone Norum, Åsa Jinder och Yngwie Malmsteen. Jazzlegenden Jan Johansson bodde i ett radhus i Upplands Väsby. Sveriges första och kanske största världsartist Jenny Lind bodde under sina första fyra levnadsår i klockargården vid Eds kyrka. Skådespelarna Shima Niavarani och Shebly Niavarani har bott och gått i skolan i Upplands Väsby. Kända skribenter som bott i Upplands Väsby är författarna Ann Törnkvist, Carl Jonas Love Almquist, P.C. Jersild,  Paolo Roberto och Alexander Ahndoril och scenkonst-recensenten Cecilia Djurberg. Skulptören Axel Nordell mest känd för sina lekskulpturer i organiska former hade ateljé i Harby Skola och var bosatt i kommunen. Det finns ett 60-tal offentliga verk av honom i Sverige.  Även den internationellt etablerade konstnären Dorina Mocan är bosatt och verksam i Upplands Väsby. De kända frikyrkoprofilerna Lewi Pethrus och Sven Lidman bodde i Väsby. Lewi Petrus ägde gård vid nuvarande Bredden och Sven Lidman bodde på Stora Vilunda. 
Den före detta riksbankschefen Stefan Ingves är sedan många år bosatt i Upplands Väsby.